# René Lalique
René Jules Lalique (n. 6 aprilie 1860, Aÿ, Champagne-Ardenne, Franța – d. 1 mai 1945, Paris, Franța) a fost un designer de sticlă francez cunoscut pentru creațiile sale de artă din sticlă, recipiente de parfum, vaze, bijuterii, candelabre, ceasuri și ornamente auto.

## Viața
Lalique și-a petrecut tinerețea învățând metodele de design și artă pe care le va folosi ulterior. La vârsta de doi ani, familia sa s-a mutat în suburbiile Parisului, dar a călătorit în Ay pentru vacanțele de vară. Aceste călătorii l-au influențat mai târziu pe Lalique în lucrările sale realiste. Doi ani după moartea tatălui său, Lalique a început să lucreze ca ucenic al lui Louis Aucoc la Paris. A murit la 1 mai 1945, la Paris. René Lalique a fost înmormântat în cimitirul Père Lachaise din Paris. 

## Lucrări

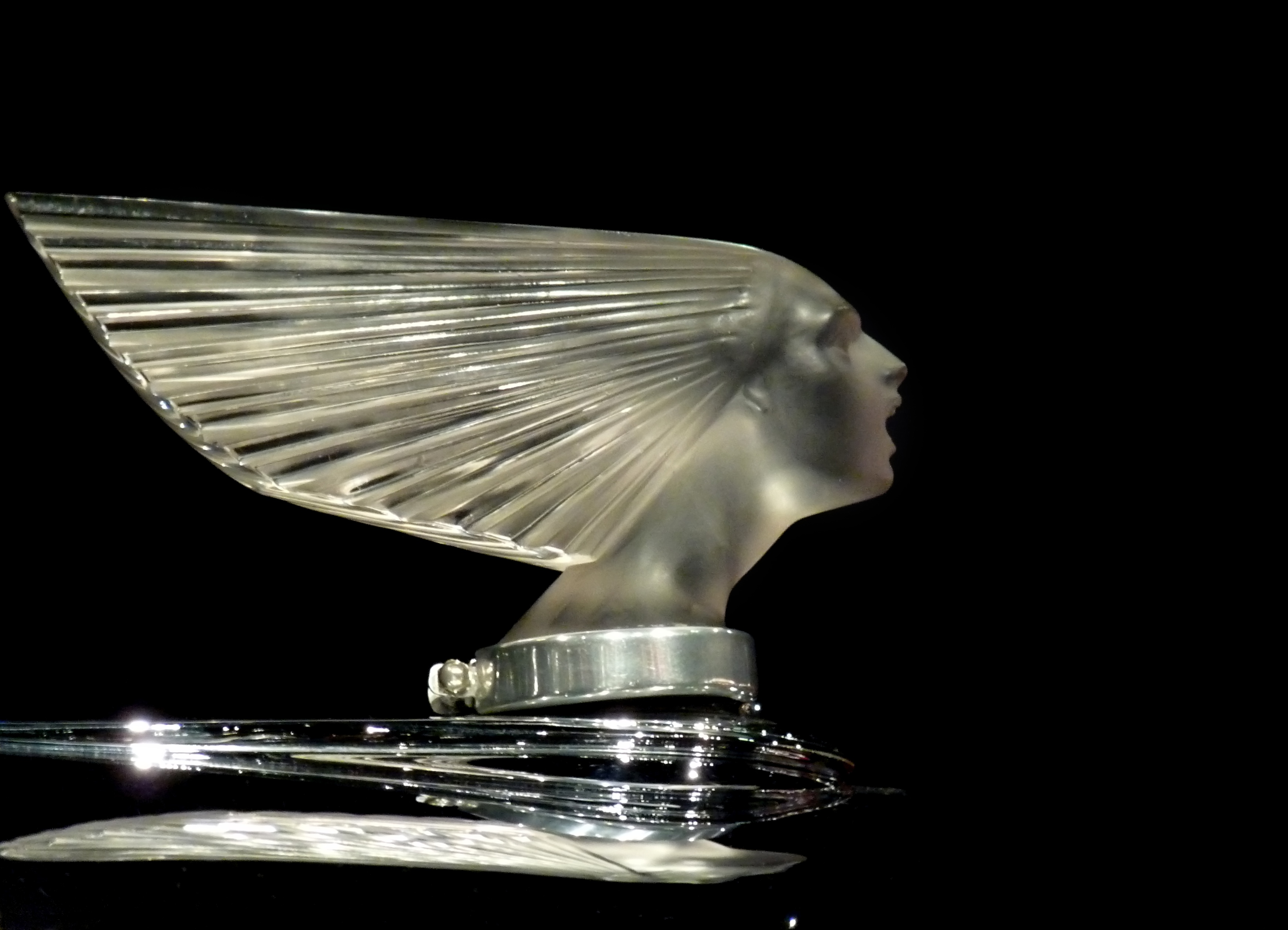
Spiritul vântului, Muzeul Blackhawk
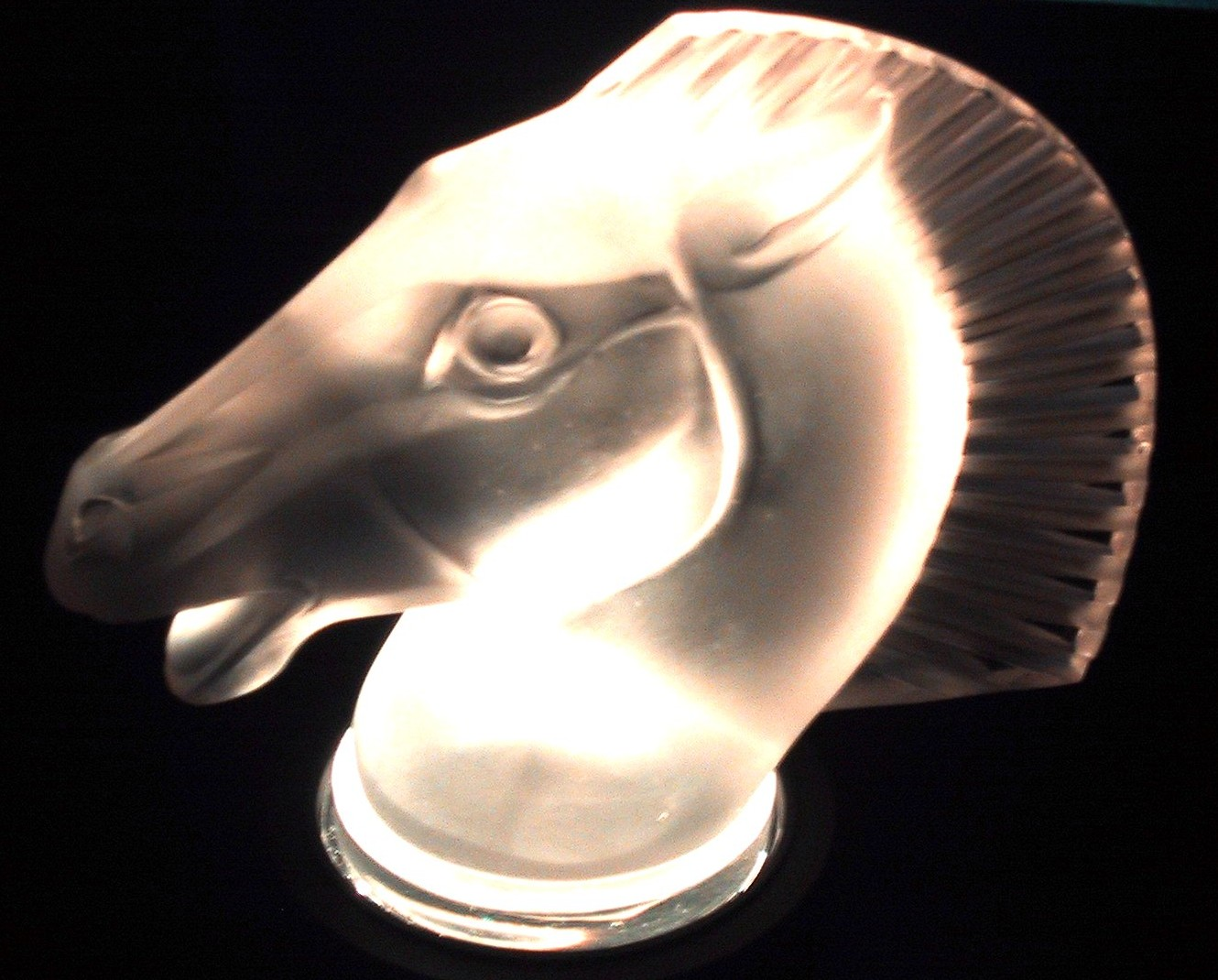
Cal
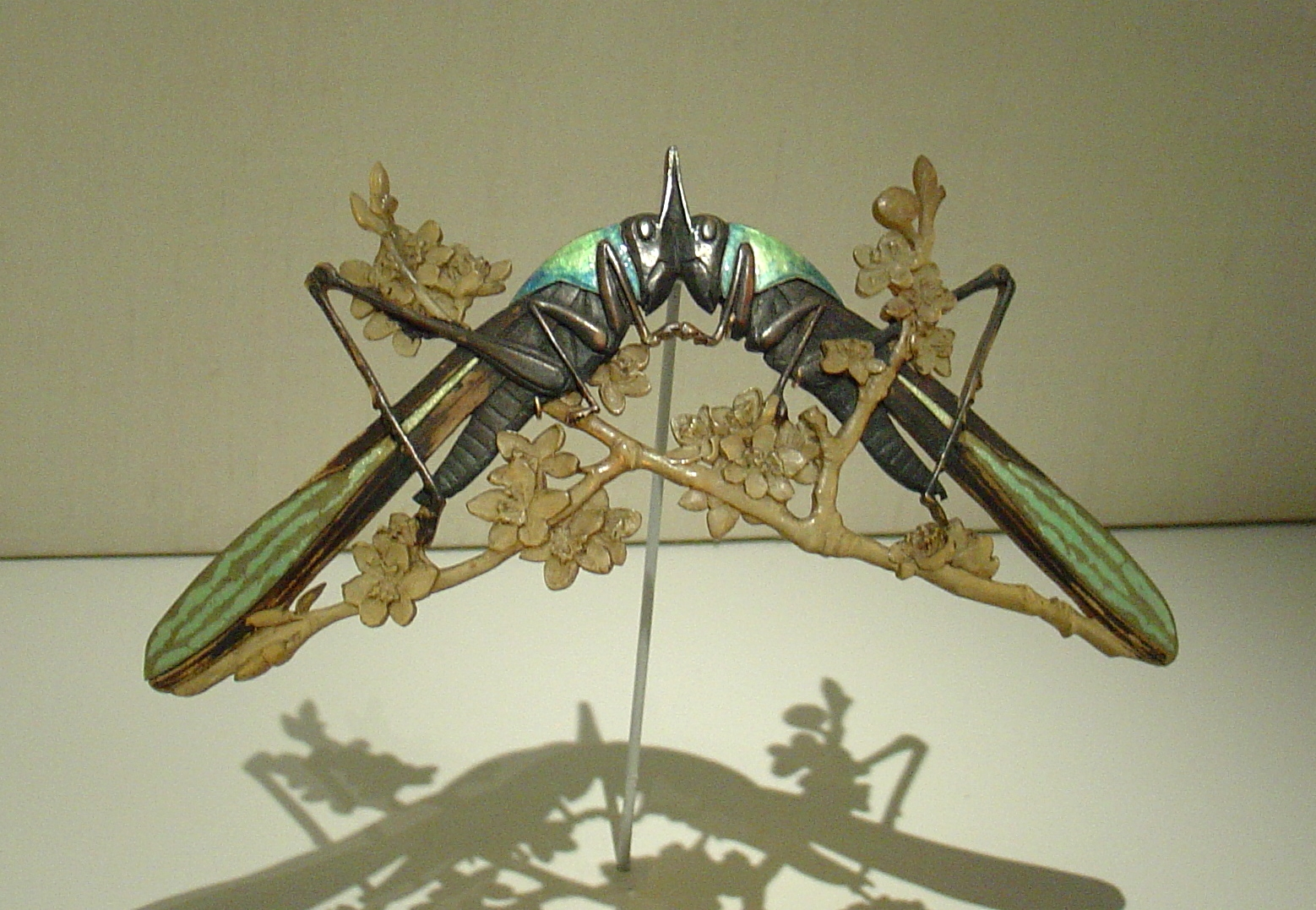
Cicadas, Museu Calouste Gulbenkian
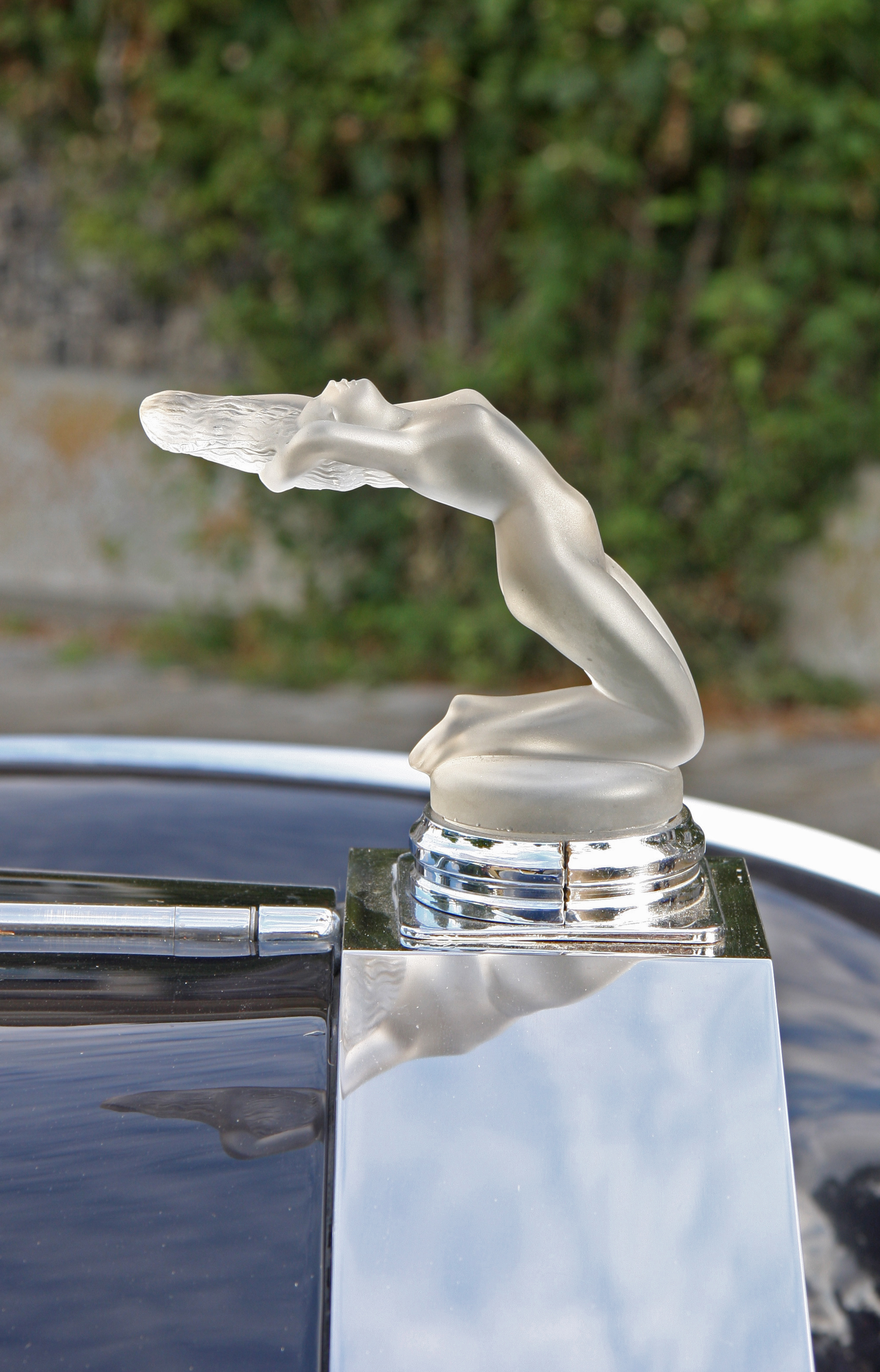
1956 Rolls-Royce Silver Wraith, model din sticlă
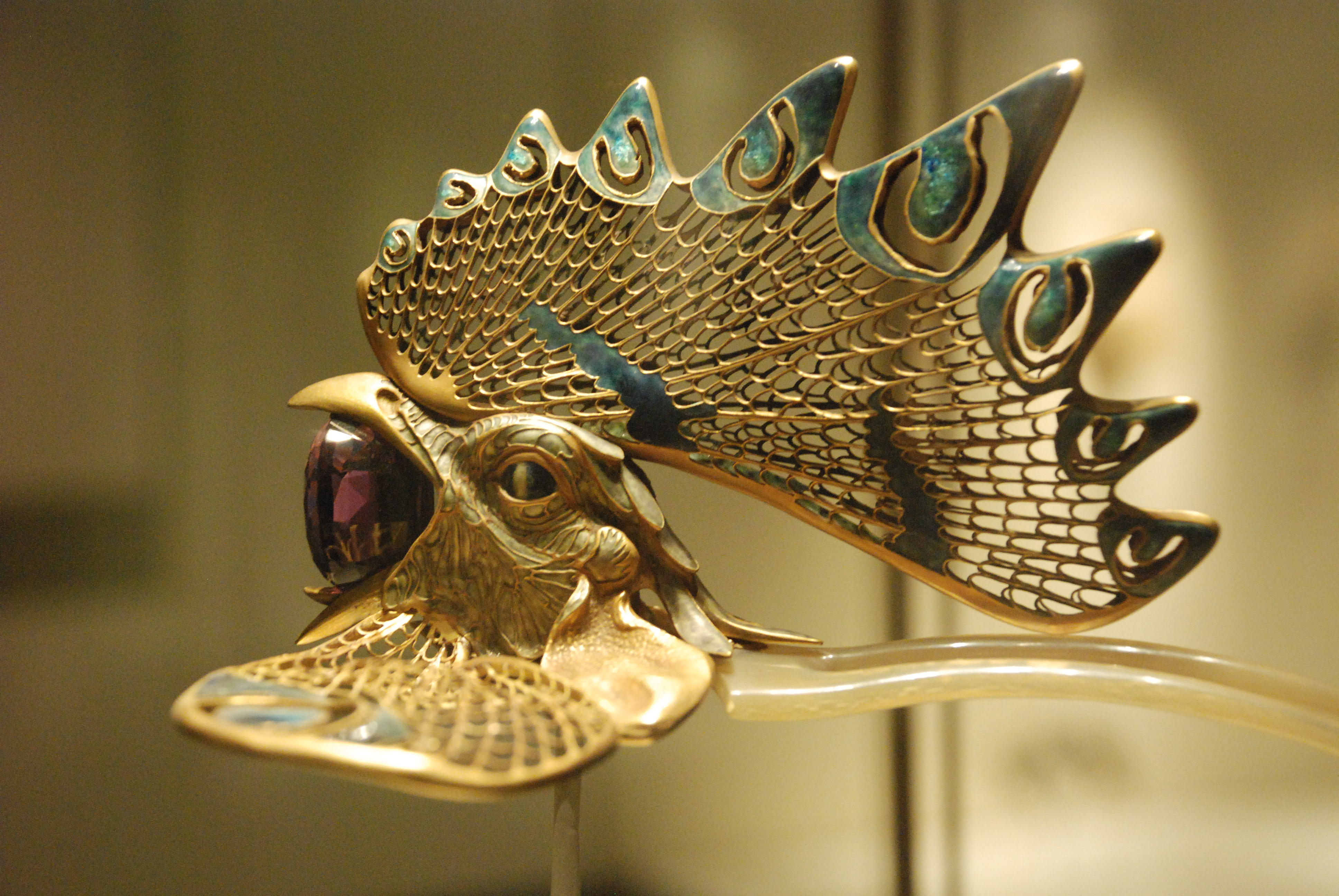
Tiara, Museu Calouste Gulbenkian
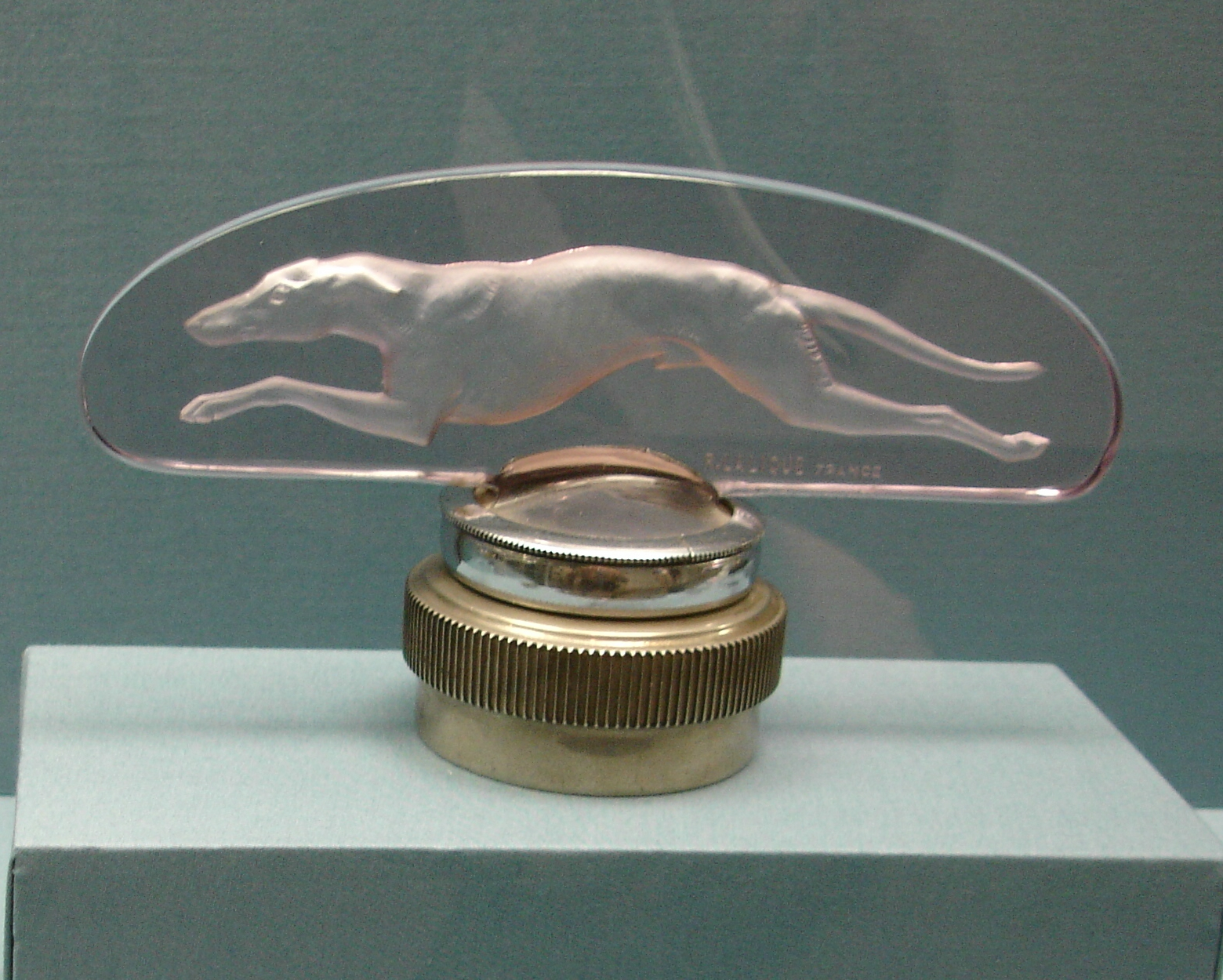
Ornament Lalique Hood
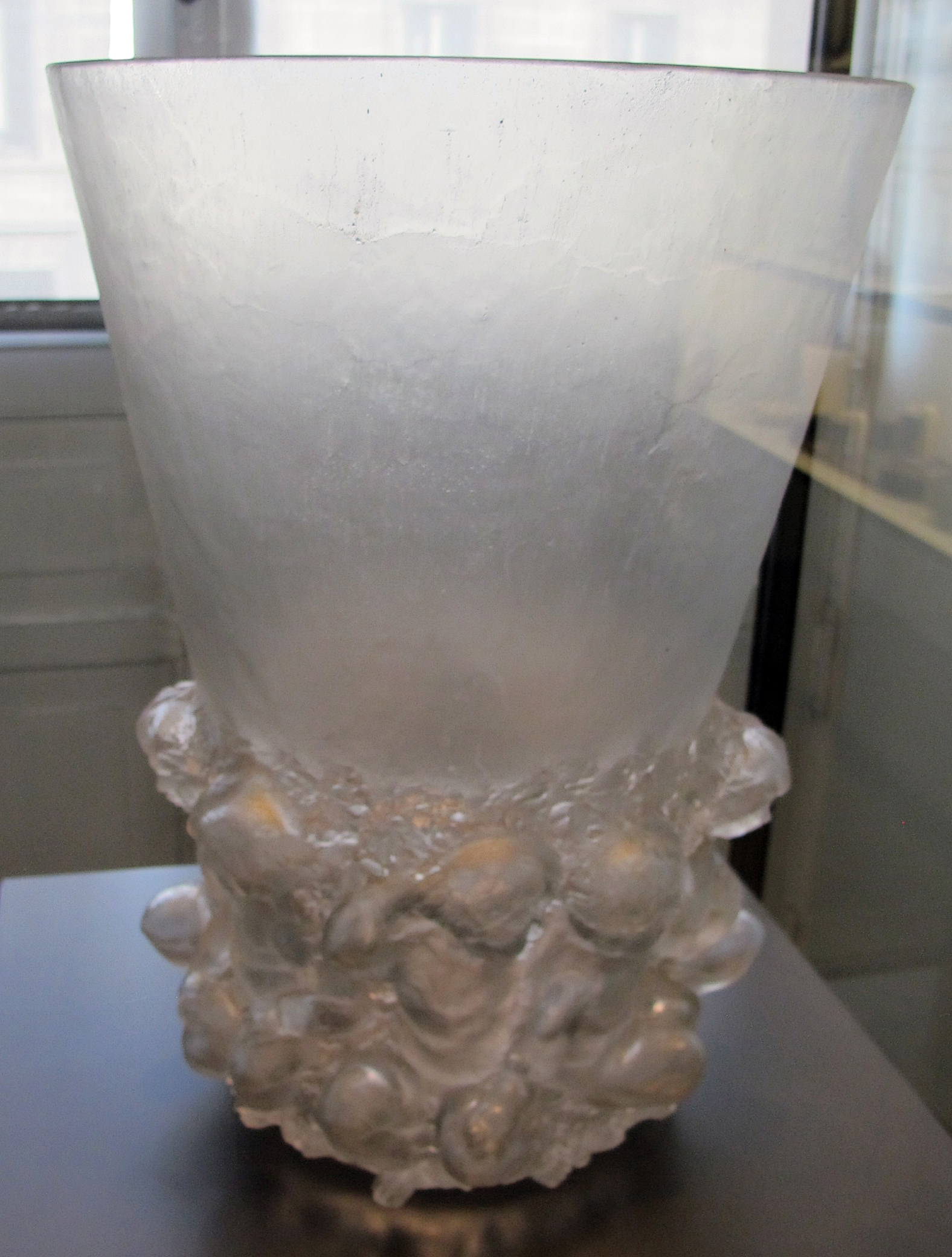
Vază de sticlă
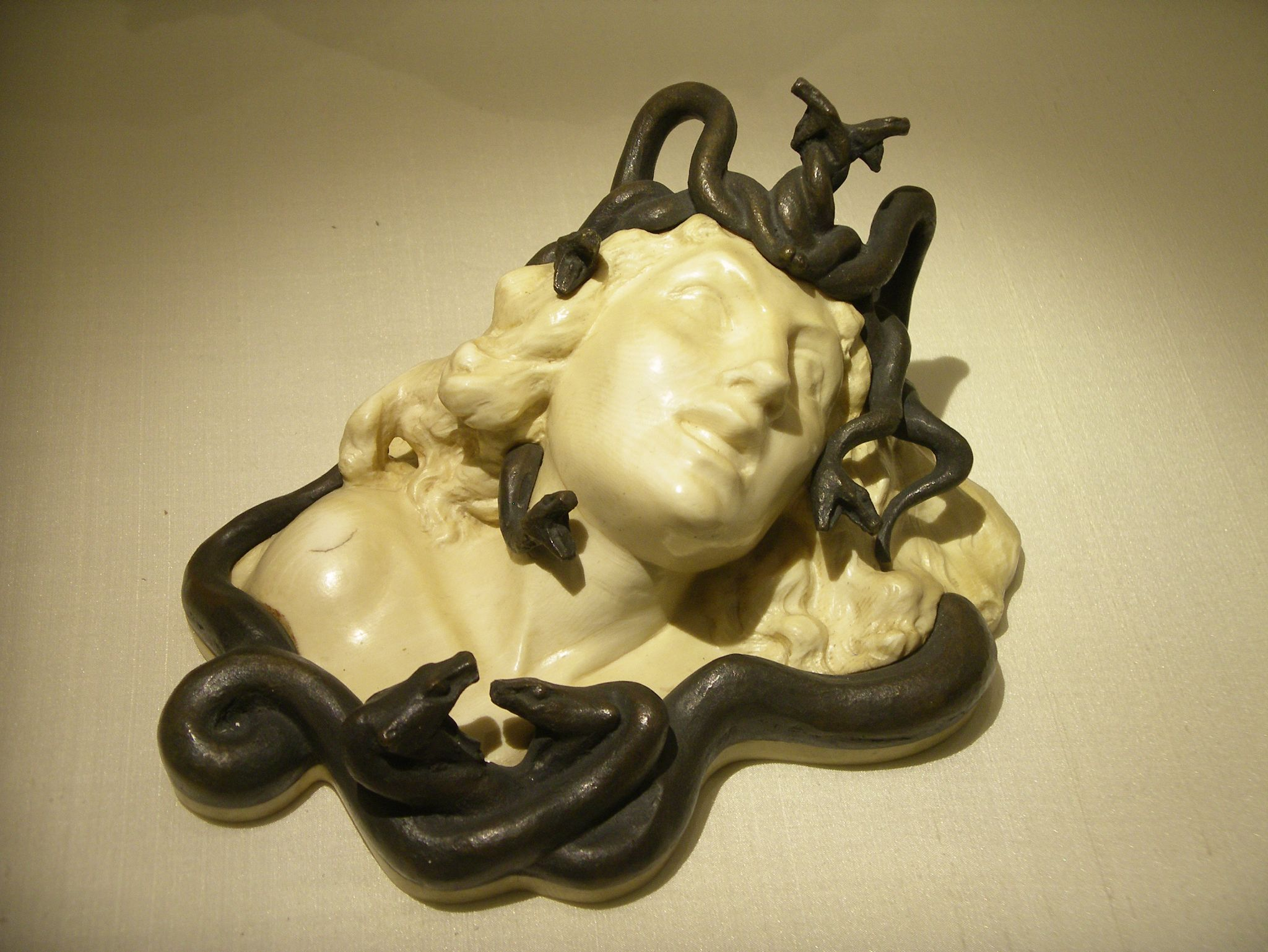
Medusa
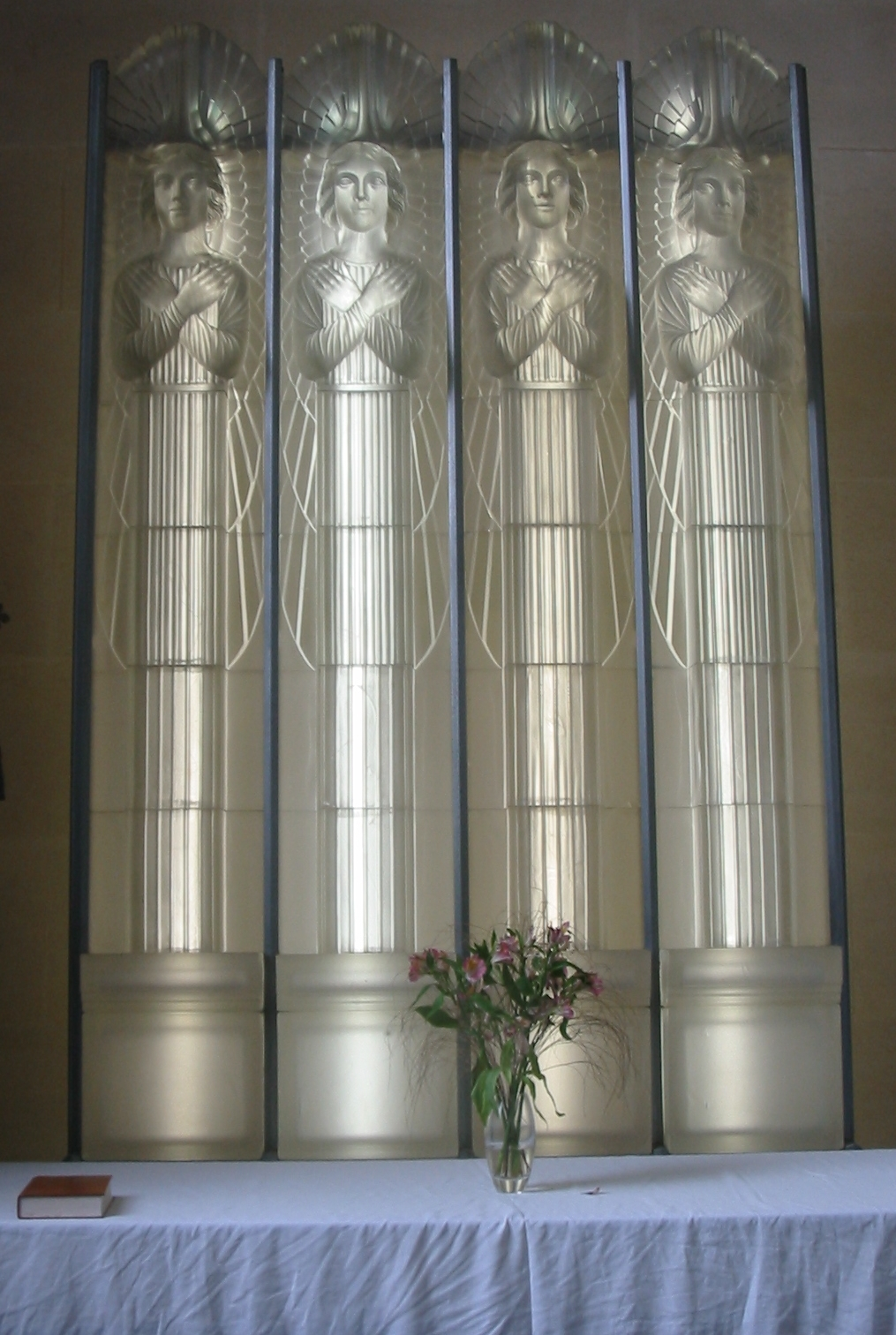
Retablul din sticlă Lalique din Biserica Sf. Matei ( Biserica de sticlă), Millbrook, Jersey
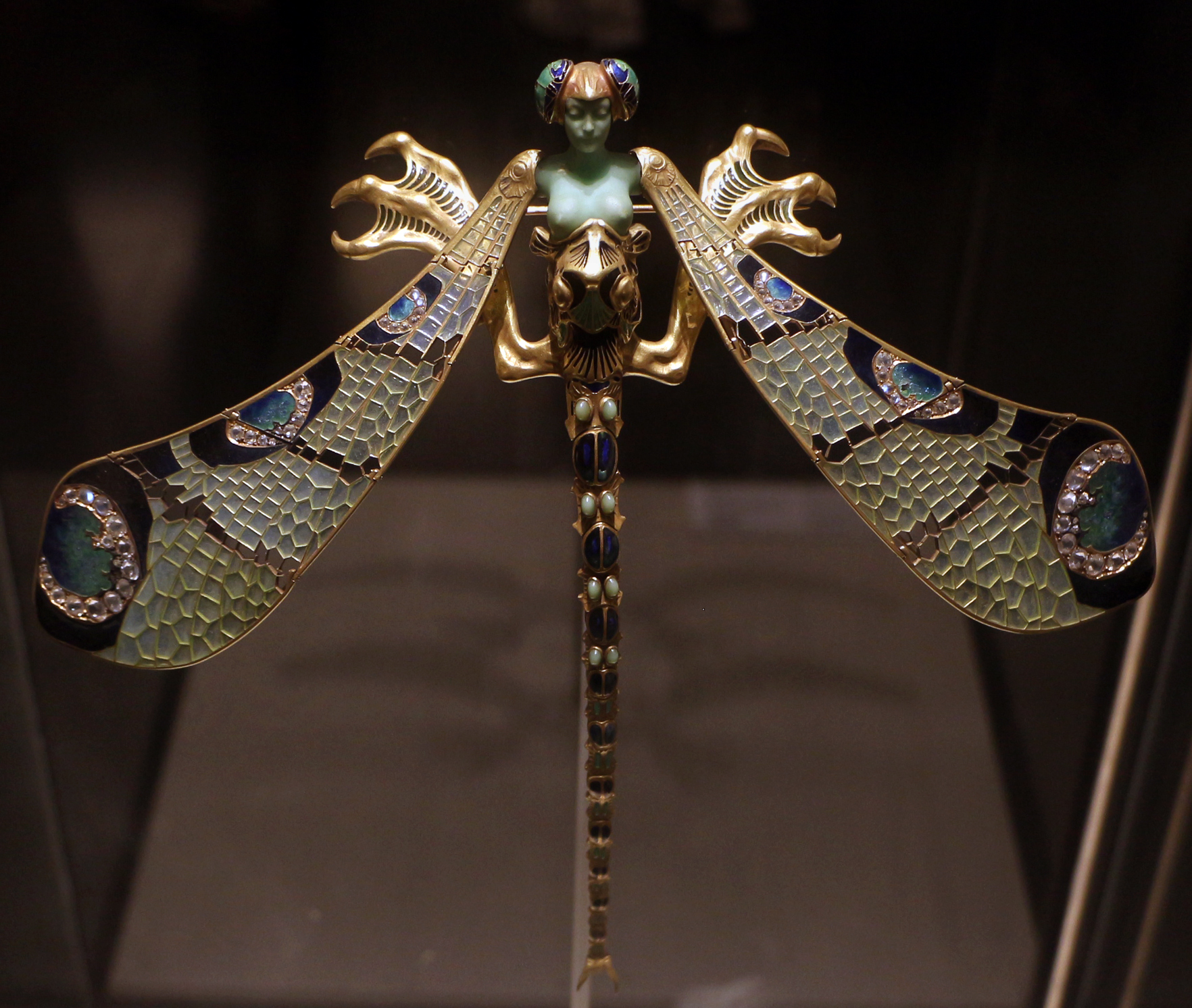
Brosa doamnei libelule, Museu Calouste Gulbenkian, achiziționată de la artist în 1903
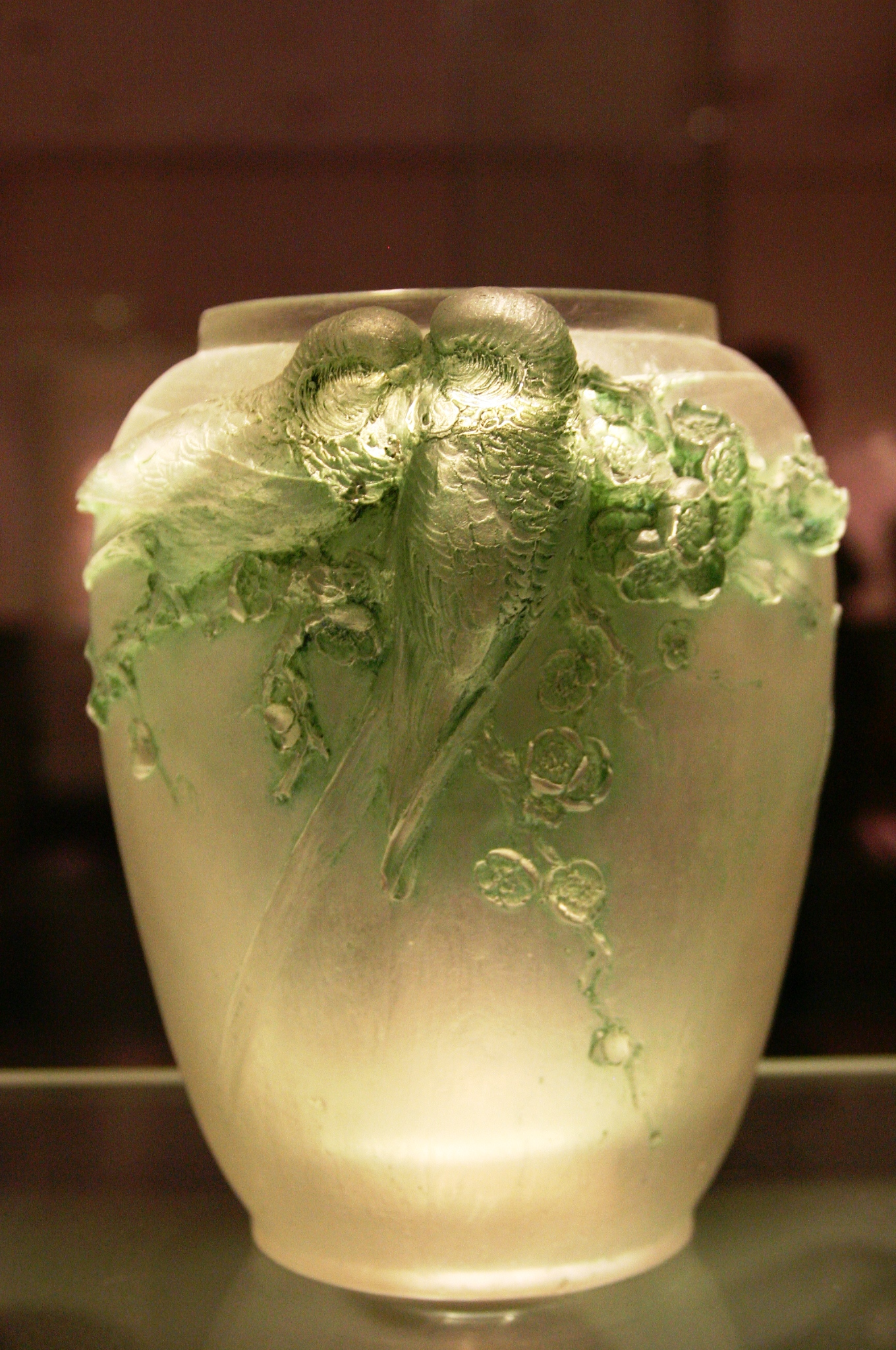
Vază de sticlă, Museu Calouste Gulbenkian
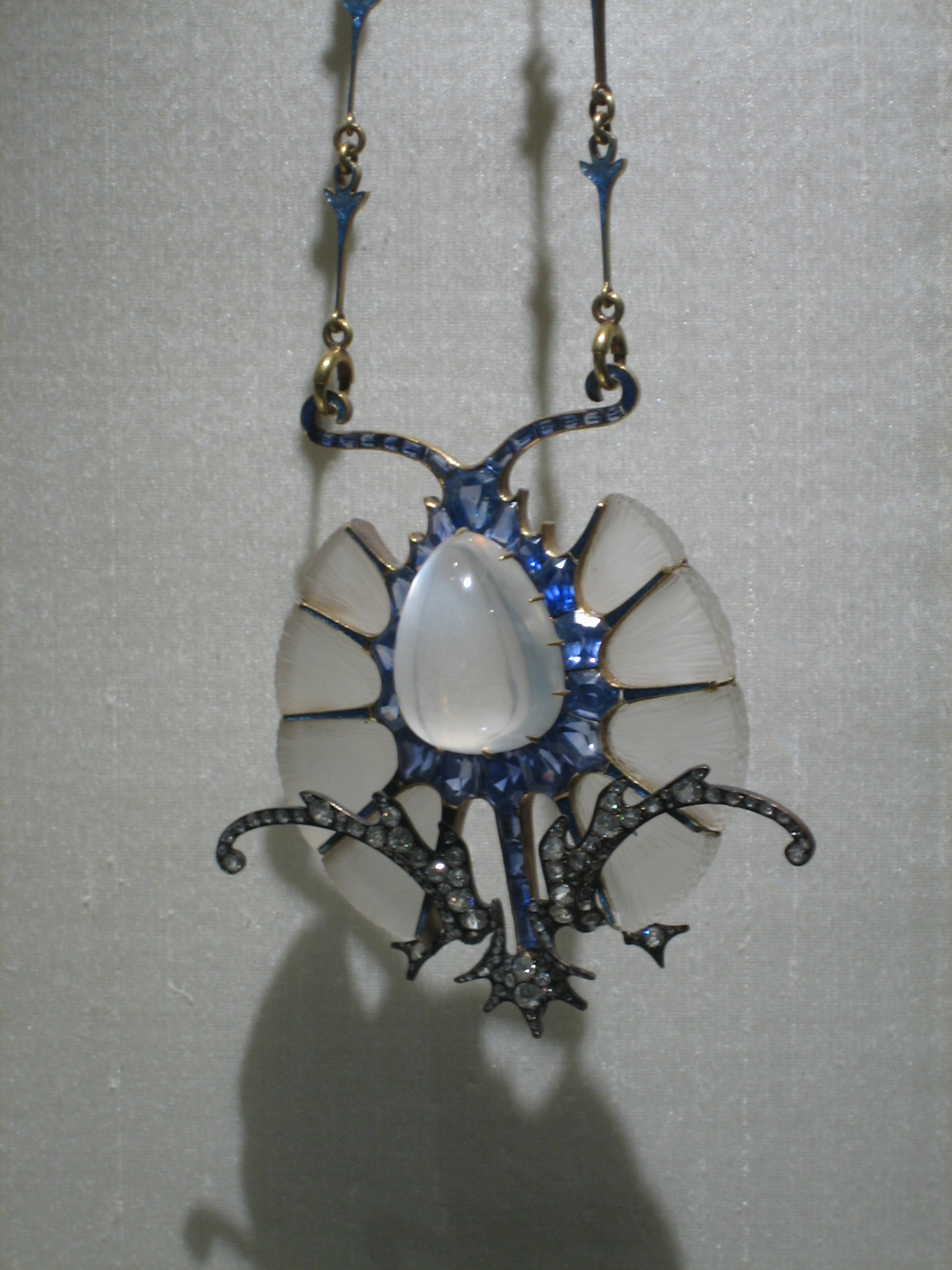
Pandantiv, Museu Calouste Gulbenkian
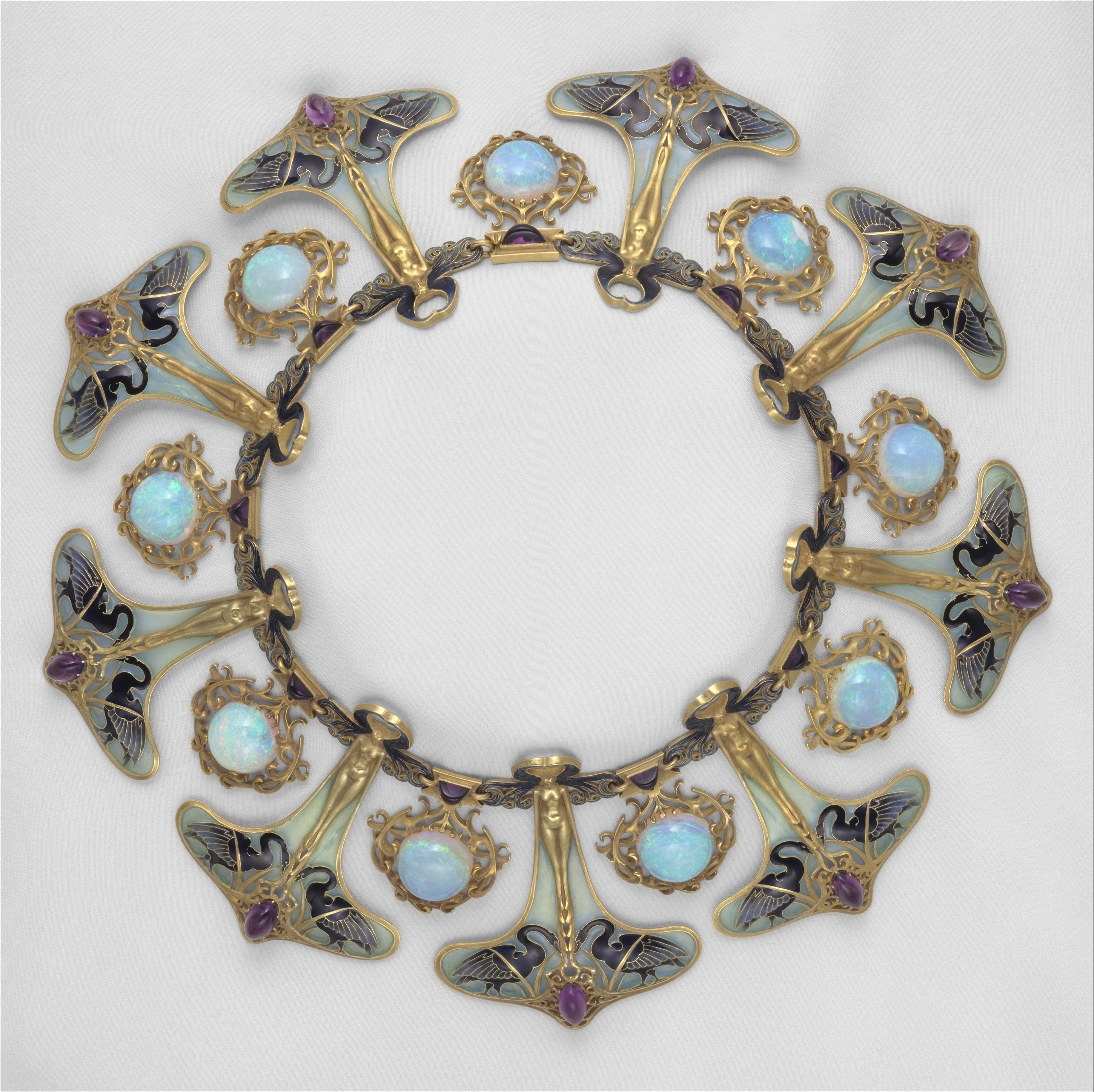
Colier proiectat pentru a doua soție a lui Lalique, Alice Ledru, ca în 1897–99, Metropolitan Museum of Art, New York
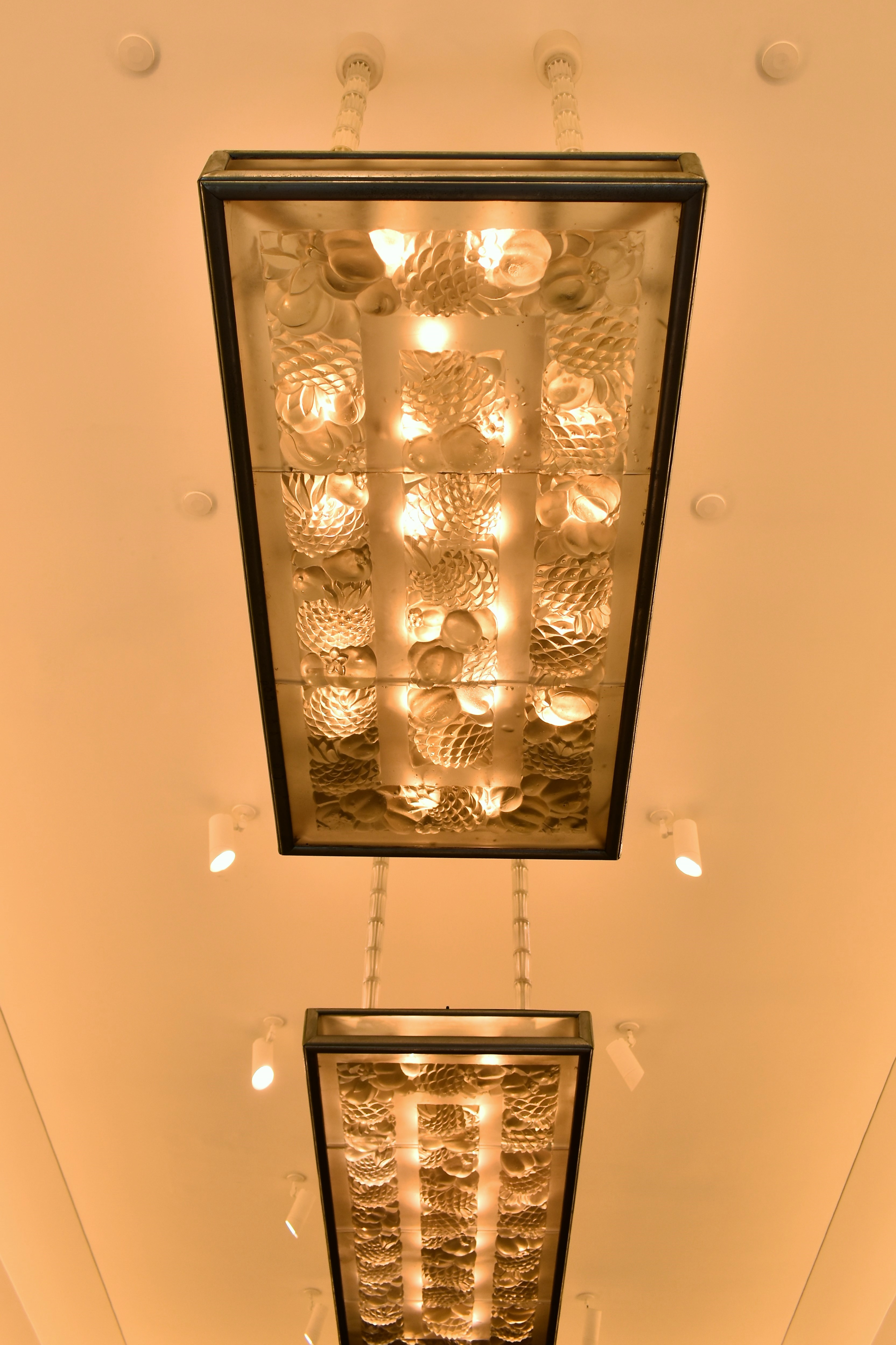
Un corp de iluminat în marea sufragerie din Muzeul de Artă Metropolitan Teien din Tokyo .
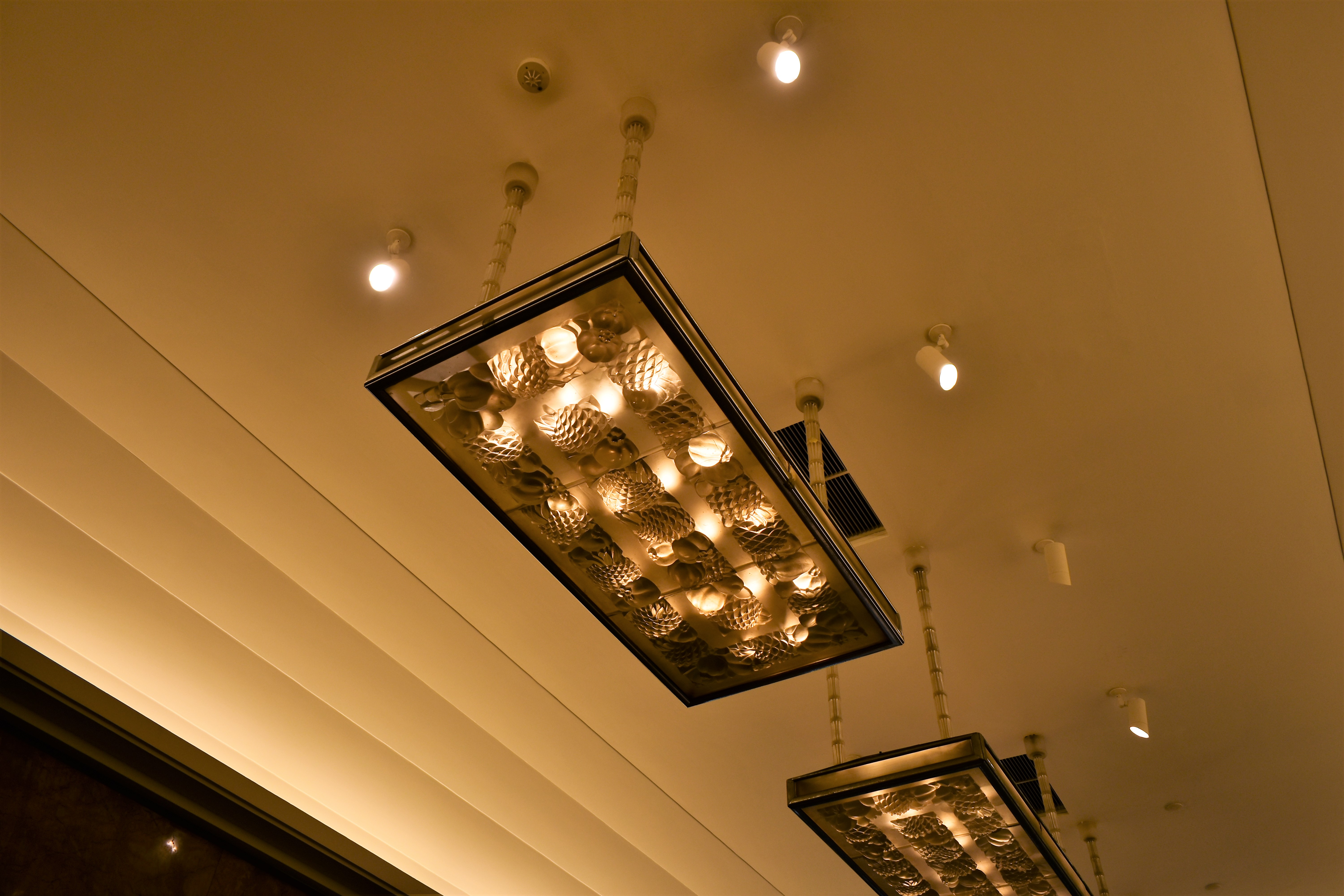
Un corp de iluminat în marea sufragerie din Muzeul de Artă Metropolitan Teien din Tokyo.